# European Deafblind Union
L'European Deafblind Union (in lingua italiana Unione Europea dei Sordociechi) è un'organizzazione europea per le persone con disabilità della sordocecità.
In Italia, esiste l'Associazione Nazionale Sordo-Ciechi Italiani, creata nel settembre 2024.

## Elenco dei Presidenti
- Sanja Tarczay (? - ?)